# Anders Gustaf Koskull

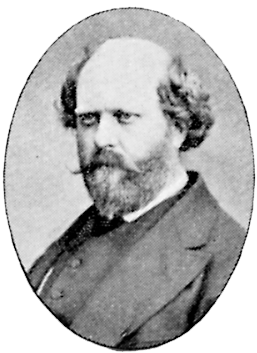
Anders Gustaf Koskull, Foto

Anders Gustaf Freiherr Koskull (* 27. November 1831 in Stockholm, Schweden; † 29. Januar 1904 ebenda) war ein schwedischer Genre- und Tiermaler der Düsseldorfer Schule.

## Leben
Koskull, Spross der freiherrlichen schwedischen Linie des Adelsgeschlechtes Koskull, war der Sohn des Hofmarschalls Anders Erik Koskull (1789–1856) und dessen Ehefrau Johanna Sofia Fredrika (geborene Fleming, 1797–1868). Er studierte von 1852 bis 1860 in Düsseldorf. Die Schülerlisten der Kunstakademie Düsseldorf verzeichnen seinen Eintritt im 3. Quartal 1853 und im Studienjahr 1853/1854 den Unterricht im Antikensaal unter Karl Ferdinand Sohn. Längere Zeit war er Privatschüler des Düsseldorfer Genremalers Adolph Tidemand. Danach wechselte er zu Thomas Couture nach Paris. Zurückgekehrt nach Schweden unternahm er 1861/1862 Reisen nach Berlin und Dresden. 1862 wurde er Agre (Anwärter), 1868 Ledamot (Vollmitglied) der Kunstakademie Stockholm.

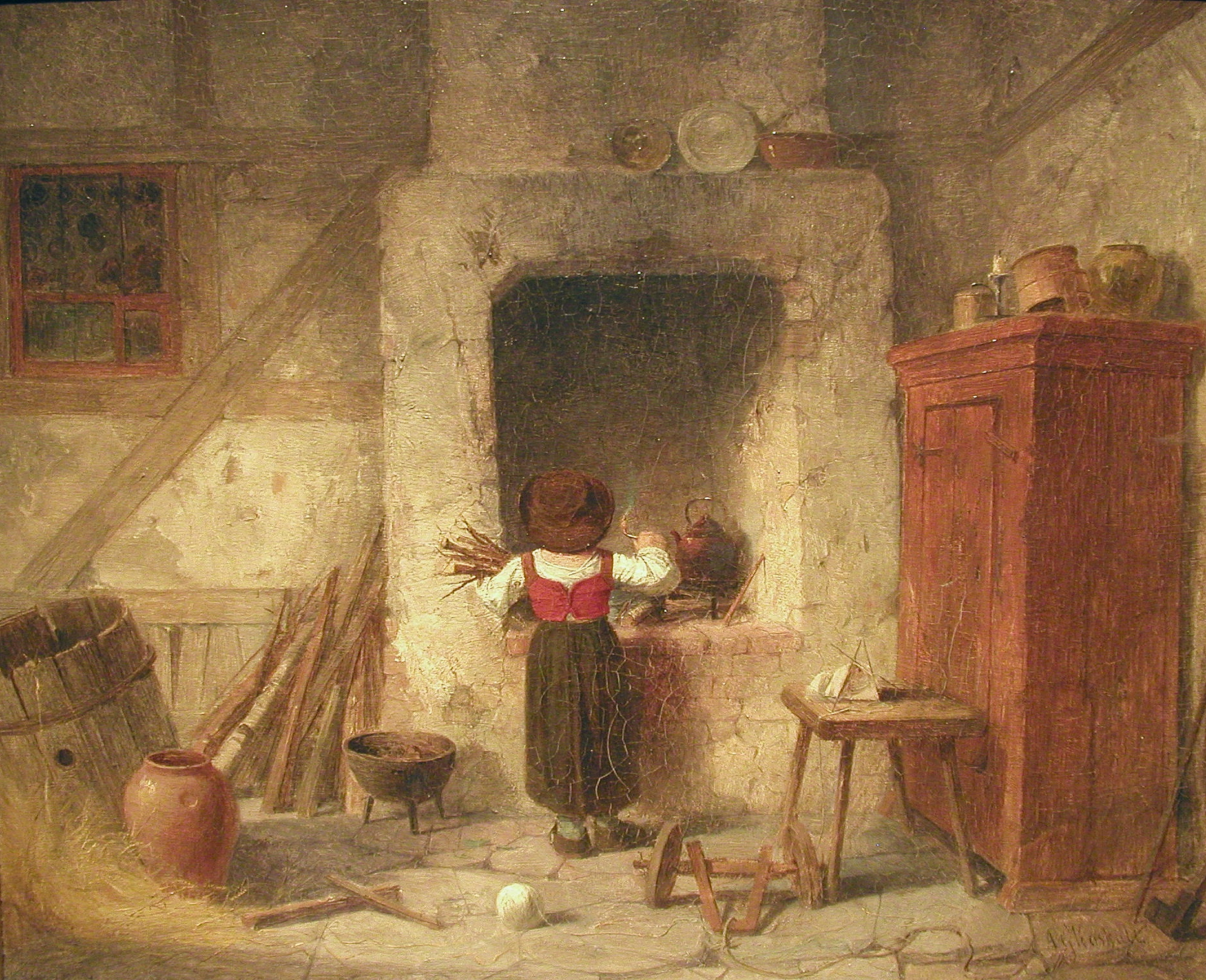
Hushållsbestyr (Hausarbeit), 1866, Schwedisches Nationalmuseum

Koskulls Genremalerei bevorzugte die Darstellung von Kindern in zeichnerisch und koloristisch gut durchgestalteten, lyrisch und lieblich erscheinenden Szenen, die dem Stil der Düsseldorfer Schule entsprechen. Eine Verwandtschaft zur Malerei von Kilian Zoll ist zu erkennen. Szenen vom Innern von Kirchen und Porträts greiser Menschen, die er später gerne malte und zeichnete, lassen vermuten, dass Koskull zu seinem Lebensende von tieferer Religiosität und Innerlichkeit geprägt war.